# René Diatkine
René Diatkine, född 6 april 1918 i Paris, död 2 november 1997 i Paris, var en fransk psykiater och psykoanalytiker av belarusisk börd. Han var medlem av Société psychanalytique de Paris. År 1958 grundade Diatkine tidskriften La Psychiatrie de l'enfant tillsammans med Julian de Ajuriaguerra, Serge Lebovici och Rosine Crémieux.
Diatkine avlade examen 1946 och tjänstgjorde senare vid det psykiatriska sjukhuset Sainte-Anne i Paris. Sedermera utnämndes han till chefsläkare för barnpsykiatrin i Paris trettonde arrondissement. Mellan 1960 och 1995 var Diatkine professor vid medicinska fakulteten vid Genèves universitet.